# 한산초등학교 (충남)
한산초등학교는 대한민국 충청남도 서천군 한산면 지현리에 있는 공립 초등학교이다.

## 학교 연혁
- 1911년 9월 1일 한산공립보통학교 개교
- 1938년 4월 1일 한산아성공립심상소학교로 개칭
- 1941년 4월 1일 한산아성공립국민학교로 개칭
- 1981년 3월 1일 병설유치원 개원
- 1994년 3월 1일 월성국민학교 통합
- 1996년 3월 1일 한산초등학교로 개칭
- 1999년 9월 1일 연봉초등학교 통합
- 2020년 1월 8일 제107회 졸업식(졸업생 총수 8,849명)
- 2020년 3월 1일 6학급 편성, 병설유치원 1학급

## 참고 자료
- 한산초등학교 - 한국교육학술정보원 학교알리미